# People's Bike Library of Portland
People's Bike Library of Portland (Biblioteca de Bicicletas do Povo de Portland, em tradução livre), também conhecida como Pilar Zoobomb ou simplesmente "the pile" ("o pilar"), é uma escultura de aço e folha de ouro de 2009 feita pelos artistas locais Brian Borrello e Vanessa Renwick, localizada em Portland, Oregon, nos Estados Unidos. Foi erguida em colaboração com o coletivo de bicicletas Zoobomb, serve como um bicicletário e um monumento a cultura de bicicletas da cidade. A escultura é composta por um pilar em espiral com uma pequena bicicleta banhada a ouro no topo; bicicletas de ciclistas do Zoobomb ficam presas na base e no pilar, os quais têm aros de metal que servem como um bicicletário. 
A escultura é parte da Coleção de Arte Pública da Cidade de Portland e do Condado de Multnomah, cortesia do Conselho de Arte Regional e Cultura, que encomendou a obra com fundos do Departamento de Transportes de Portland. A colaboração entre os dois grupos foi possibilitada pelo programa "Arte nas Ruas" preparado pelo prefeito Sam Adams.

## Antecedentes

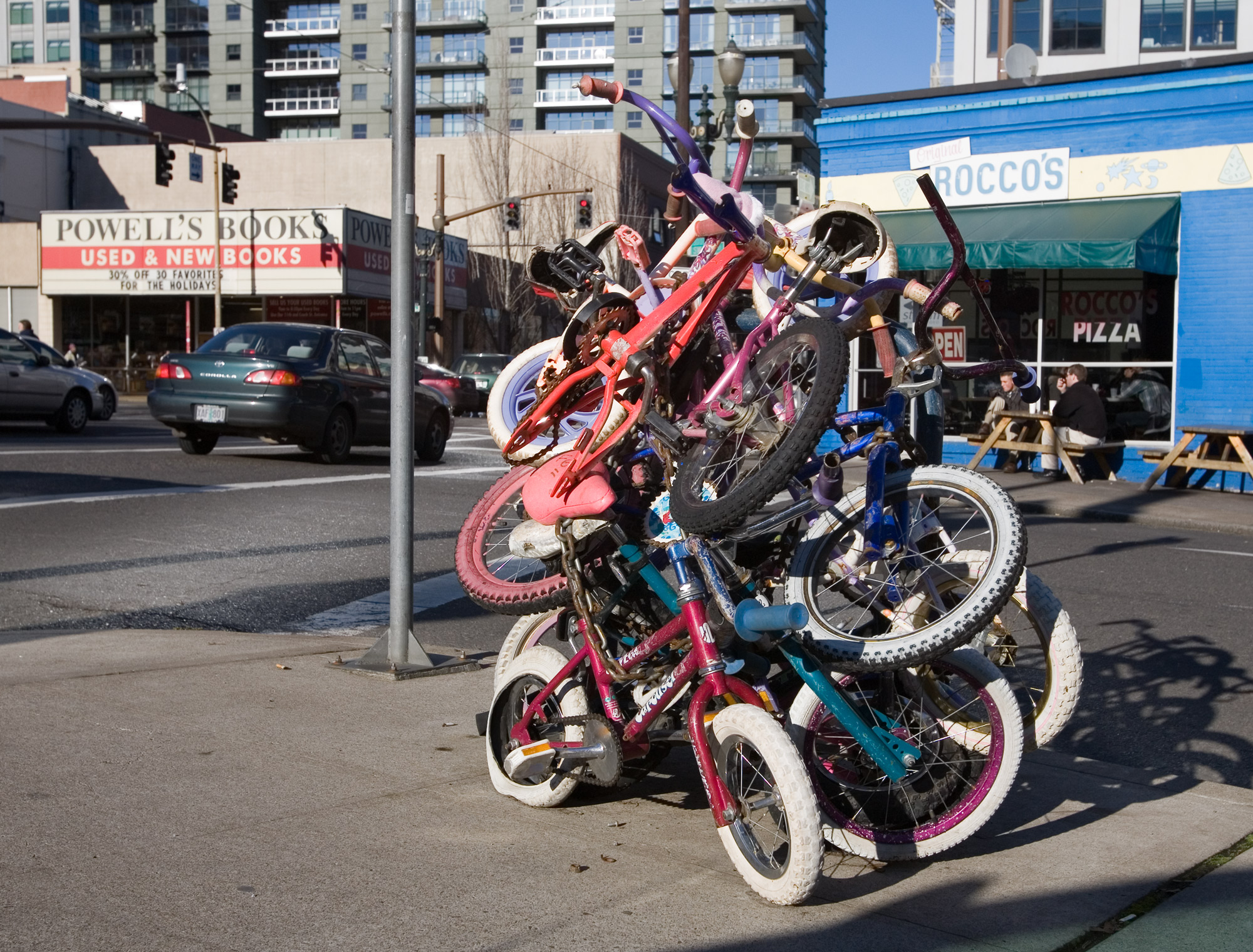
"Pilar Zoobomb" em 2007, antecessor da escultura erguida em 2009.

No início da década de 2000, "amantes de mini-bicicletas com aparência engraçada" começaram a se reunir para passeios semanais de bicicleta descendo um morro, começando perto do Zoológico do Oregon. O evento recebeu o nome de Zoobomb, da descontrolada  descida pelo morro, conhecida pelos ciclistas como "bombardeio" e pela proximidade com o zoológico. A associação do grupo com a palavra "bombardeio" resultou em uma investigação do Escritório de Polícia de Portland, que temia que o grupo fosse composto por terroristas domésticos. Antes da instalação da escultura, as bicicletas eram armazenadas no "pilar Zoobomb", localizado na décima avenida e na rua Oak.
A Biblioteca de Bicicletas do Povo de Portland existia desde 2006 como um sistema informal de compartilhamento de bicicletas – o que os operadores chamavam de uma "biblioteca" de bicicletas – aberta para aqueles que comprassem um cartão de identificação de US$5 de depositário chamado "Handsome Dave". A BikePortland.org trabalhou com a cidade para garantir US$10.000 do Departamento de Transporte de Portland, com o objetivo de criar um bicicletário e obra de arte do "pilar" da biblioteca.

## Descrição
Biblioteca de Bicicletas do Povo de Portland é uma escultura de aço e folha de ouro projetada pelos artistas locais Brian Borrello e Vanessa Renwick. Foi instalada em uma ilha no tráfego na interseção entre a Rua Burnside Oeste e a 13ª Avenida Sudoeste no centro de Portland, em 2009. Erguida em colaboração com o Zoobomb, a escultura serve a múltiplos propósitos, serve como um bicicletário, um ponto de compartilhamento de bicicletas e um monumento a cultura de bicicletas de Portland. Tem 5,2 metros de altura em uma base de 2,1 m por 2,1 m e tem como destaque um pilar em espiral, com uma pequena bicicleta folheada a ouro no topo, que Renwick chamou de a "cereja do bolo!" Uma coleção de bicicletas de crianças, usadas por ciclistas nas reuniões semanais do Zoobomb, está presa a escultura. A base tem loops que servem como um bicicletário.
A obra é parte Coleção de Arte Pública da Cidade de Portland e condado de Multnomah, cortesia do Conselho de Arte & Cultura Local, que encomendou o projeto por US$ 10 000 de fundos do Departamento dos Transportes de Portland. O prefeito Sam Adams ajudou a tirar do papel a escultura através de seu novo programa conhecido como "Arte nas Ruas", um esforço colaborativo do Escritório dos transportes e do Conselho de Arte Local e Cultura.

## Inauguração

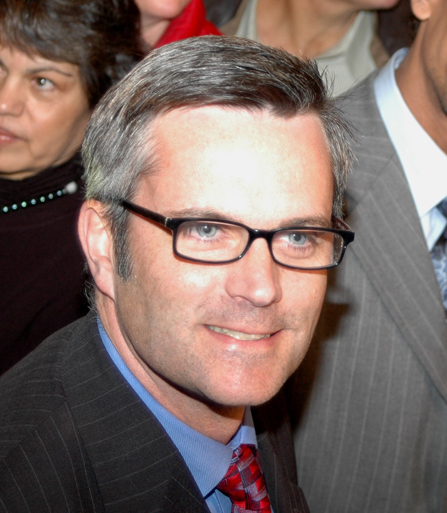
O prefeito Sam Adams falou na cerimônia de inauguração da Biblioteca de bicicletas do Povo do Portland. Seu programa "Arte nas Ruas" ajudou a tirar a escultura do papel.

Em 29 de maio de 2009, Adams e outros líderes comunitários fizeram um evento para comemorar a escultura. Os participantes, que incluem uma variedade de entusiastas do ciclismo e antigos e atuais zoobombers, aglomerados em volta do antigo "Pilar Zoobomb". O desfile foi promovido pela Aliança dos Transportes por Bicicletas e pelo Projeto de Reparo Urbano. Na cerimônia, a zoobomber de longa-data Shannon Palermo apresentou o gerente do Conselho de Arte Local e Cultura, que falou sobre a obra. "Handsome Dave" agradeceu aos que tornaram possíveis o Zoobomb e a escultura, então apresentou Adams, que cortou a fita após uma contagem regressiva e falou sobre as origens da obra. Ele disse:

Foi há três ou quatro anos que o sr. Handsome disse: "você sabe, precisamos de um lugar para catalogar e armazenar nossas bicicletas" ... Ele disse que queremos fazer uma escultura ... e ele disse: 'Oh e nós queremos que você pague por isso' ... A cultura da bicicleta de Portland não é apenas divertida, é absolutamente necessária para o sucesso futuro desta cidade, para reduzir nossa pegada no meio ambiente, para nos tornarmos muito mais saudáveis ... e são coisas ótimas e peculiares como esta que fazem Portland, Portland, e eu estava realmente orgulhoso de ser uma pequena parte disso.
Após o discurso de Adams, os participantes criaram o primeiro amontoado de bicicletas pequenas. Uma participante, que foi uma das primeira mulheres a entrar no Zoobomb, falou sobre a criação do primeiro amontoado. Uma longa corrente foi enrolada através de cada uma das quase vinte bicicletas, que foram presas à escultura por Adams. Participantes do evento posaram para um foto em grupo e cantaram uma música chamada "12 rims", uma paródia da música "Mercedes Benz". A comemoração acabou com dança nas ruas e com música dos The Sprockettes.

## Recepção
Jonathan Maus da BikePortland.org descreveu a escultura como uma "obra funcional de arte pública que irá servir não apenas como um lugar para armazenar bicicletas e equipamentos do Zoobomb, mas também como um testemunho do que faz Portland, , e disse que o dia de sua instalação "irá viver para sempre na história da cultura de bicicletas de Portland".  Além do mais, ele disse que a obra é um reconhecimento ao Zoobomb como uma tradição, uma "instituição cívica e cultural com profundas conexões" com a cidade. Em sua cobertura da cerimônia de inauguração, Maus escreveu: "É importante lembrar que isso não é apenas para o Zoobomb. Isso é para todos nós. É de uma cidade que encoraja e reconhece o poder da expressão criativa e ativismo não apenas presentes em um monumento físico, mas também no espírito de todos os habitantes de Portland".
Em um guia de viagem, o autor Julian Smith chamou a escultura de um "amontoado num poste" e incluiu-a em uma lista de atrações "não populares". Outros guias importantes de Portland listaram a obra como uma atração, assim como guias especializados para ciclistas.